# .pm
.pm e интернет домейн от първо ниво за Сен Пиер и Микелон. Администрира се от AFNIC. Услугите по регистрация бяха прекратени, но от 6 декември 2011 отново са възобновени. Представен е през 1997.